# Kleiner Hund
Der Kleine Hund bzw. Canis Minor (aus dem Latein für dt. ‚kleinerer Hund‘) ist ein Sternbild nördlich des Himmelsäquators.

## Beschreibung

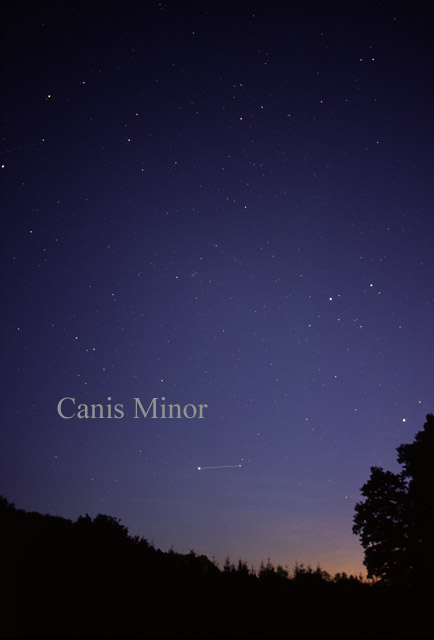
Das Sternbild Kleiner Hund, wie es mit dem bloßen Auge gesehen werden kann

Der Kleine Hund ist ein wenig ausgedehntes Sternbild südlich der markanten Zwillinge. Der Hauptstern Prokyon ist ein auffällig heller, weißlich leuchtender Stern. Westlich des Sternbildes erstreckt sich das Band der Milchstraße. Der Kleine Hund kann im Winter beobachtet werden und ist mit Ausnahme der inneren Antarktis überall auf der Erde sichtbar.

## Mythologie und Geschichte

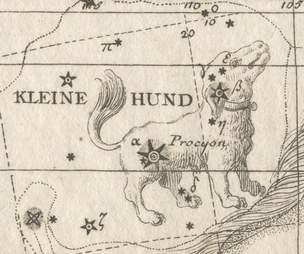
Stich des Sternbildes Kleiner Hund

Der Kleine Hund gehört zu den 48 Sternbildern der antiken griechischen Astronomie, die bereits von Claudius Ptolemäus beschrieben wurden.
Er wurde von den Griechen als Jagdhund betrachtet und dem Bärenhüter oder dem Orion zugeordnet.
In der Antike bestand das Sternbild allerdings nur aus dem Hauptstern Prokyon. Der Name bedeutet im Altgriechischen „vor dem Hund“ und bezieht sich darauf, dass dieser Stern kurz vor dem „Hundstern“ Sirius aufgeht.

## Himmelsobjekte

### Sterne
| Bayer | Flamsteed | Namen o. andere Bezeichnungen           | Vmag | Lj   | Spektralklasse |
| ----- | --------- | --------------------------------------- | ---- | ---- | -------------- |
| α     | 10        | Prokyon, Antecanis, Al Shira, Elgomeisa | 0,4  | 11,4 | F5 IV          |
| β     | 3         | Gomeisa, Algomeyla                      | 2,89 | 150  | B8 V           |
| γ     | 4         |                                         | 4,33 | 200  | K3 III         |
|       |           | HD 66141                                | 4,39 | 220  | K2 III         |
| 400   | 6         |                                         | 4,55 |      |                |
| ε     | 2         |                                         | 4,99 |      |                |
| ζ     | 13        |                                         | 5,12 |      |                |
| η     | 5         |                                         | 5,22 |      |                |
| δ1    | 7         |                                         | 5,24 |      |                |
| 400   | 11        |                                         | 5,25 |      |                |
| 400   | 14        |                                         | 5,30 |      |                |
| 400   | 1         |                                         | 5,37 |      |                |
| δ2    | 8         |                                         | 5,59 |      |                |
| δ3    | 9         |                                         | 5,24 |      |                |

Der dritthellste Stern im Kleinen Hund, γ Canis Minoris, ist etwa 200 Lichtjahre entfernt. Er ist ein roter Riesenstern der Spektralklasse K3 mit einer scheinbaren Helligkeit von 4,33 mag.

### Doppelsterne
| System | Vmag (mag) | Abstand      | Umlaufperiode |
| ------ | ---------- | ------------ | ------------- |
| α      | 0,4 / 11   | 2,2 bis 5,0″ | 40,8 a        |
| β      |            |              |               |

Prokyon (α Canis Minoris) ist mit einer scheinbaren Helligkeit von 0,4 mag der achthellste Stern am Nachthimmel. Mit einer Entfernung von 11,4 Lichtjahren ist er einer der nächsten Sterne. Es handelt sich um ein Doppelsternsystem. Der Hauptstern sendet ein weißliches Licht aus und gehört der Spektralklasse F5 an. Er ist sechsmal heller als unsere Sonne, hat einen doppelt so großen Durchmesser und etwa 40 Prozent mehr Masse. Der Begleiter ist ein lichtschwacher Weißer Zwergstern, der nur etwa doppelt so groß ist wie die Erde. Das System ist schwierig zu beobachten, da der helle Hauptstern den Begleiter überstrahlt.
Der zweithellste Stern im Kleinen Hund, β Canis Minoris, ist mit 150 Lichtjahren Entfernung wesentlich weiter entfernt. Er ist ein bläulicher, riesenhafter Doppelstern der Spektralklasse B8.
Der Name Gomeisa ist arabischen Ursprungs und bedeutet so viel wie „die Frau mit dem verschleierten Blick“.

### Messier- und NGC-Objekte
Im Kleinen Hund befinden sich keine nebligen Objekte, die mit kleineren oder mittleren Teleskopen beobachtet werden können.